# Mentaurov
Mentaurov (430 m n. m.) je rekreační středisko na samotě ležící na východní svahu Hradiště v Českém středohoří. Střediskem prochází silnice mezi Pokraticemi a Lbínem. Dnes je součástí okresního města Litoměřice.

## Historie
Původně ves, o níž první zmínky pocházejí z roku 1407, ale již na konci 15. století ves zanikla. V roce 1878 zde byla postavena vila s vyhlídkovou věží, která později sloužila jako výletní restaurace. Ve druhé polovině 20. století ve vile sídlil Krajský podnik služeb a mládeže při KV SSM Ústí nad Labem. Dnes je vila soukromým majetkem.

## Současnost
Dnes osada slouží jako rekreační středisko, hlavně skautům, kteří zde mají základnu s ubytovnou. Při pravé straně silnice (od Litoměřic) stojí chatový tábor, který je v letních měsících využíván především jako dětský tábor a také jako škola v přírodě.
Naproti skautské základně se nachází Rekreační areál Knesplíkov vhodný jak pro rekreaci, tak pro pořádání kulturních akcí nejrůznějšího ražení.
Osadou prochází několik turistických cest a lokalita je hojně navštěvována turisty a cykloturisty v zimním období je vyhledávaným cílem pro zimní sporty.

## Okolí
Na sever od osady se nachází ves Lbín. Nedaleko odtud je vrch Hradiště s teplomilnou květenou, Lysá hora s přírodní rezervací Holý vrch u Hlinné a rozhledna Varhošť. Nedaleko údolím protéká Pokratický potok s několika bývalými mlýny, dnes využívanými jen k rekreačním účelům. Jižně od osady při silnici je jedinečný panoramatický výhled na okresní město Litoměřice a dolní Polabí s horou Říp, Radobýlem a Mostkou. Po levé straně se táhnou Bílé stráně a v dáli vyniká vrch s hradem Hazmburk.